# كأس ويلز 2014–15
كأس ويلز 2014–15 (بالإنجليزية: 2014–15 Welsh Cup)‏ هو الموسم 128 من كأس ويلز. أقيم خلال الفترة 30 أغسطس 2014 وحتى 2 مايو 2015، وأشرف على تنظيمه اتحاد ويلز لكرة القدم، وفاز فيه ذا نيو سينتس.